# Ouasim Bouy
Ouasim Bouy (né le 11 juin 1993 à Amsterdam aux Pays-Bas) est un footballeur international marocain évoluant au poste de milieu de terrain à l'Al Kharitiyath SC.

## Biographie

### Carrière en club
Né à Amsterdam de parents marocains, Bouy fait ses débuts dans le football dans le club amateur du AVV Zeeburgia, et se voit transféré à l'Ajax Amsterdam en 2008.
Après trois années passées avec les jeunes de l'Ajax, il commence sa carrière professionnelle en 2011 en Italie, en signant dans le club de la Juventus. À la suite d'une grosse concurrence au sein de la Juventus, il est d'abord prêté pour une saison au Brescia Calcio, où il joue 17 matches. La saison suivante, il reste tout d'abord dans l'effectif des Bianconeri et dispute son premier match avec la Juve le 18 décembre 2013 lors d'une victoire 3-0 à domicile en Coupe d'Italie face à l'US Avellino (il remplace son coéquipier Kwadwo Asamoah à la 68e minute).
Après une demi-saison moyenne en Italie, le club allemand du Hambourg SV s'intéresse au jeune joueur néerlando-marocain. Il est officiellement prêté le 16 janvier 2014 en Bundesliga sous le maillot hambourgeois. Il joue son premier match sous le maillot allemand le 1er février 2014 lors d'une défaite 3-0 face à Hoffenheim (il entre en jeu en remplaçant le joueur germano-turc Tolgay Arslan à la 73e minute). Après l'exclusion de l'entraîneur Bert van Marwijk, Bouy a peu d'opportunités et se voit contraint de quitter le club.
Lors de la saison suivante, ne rentrant toujours pas dans les plans de la Juventus pour qui il est toujours sous contrat, le club grec du Panathinaïkos s'offre Bouy en prêt le 28 juillet 2014. Il dispute sa première rencontre le 21 août 2014 avec une victoire de 4-0 en Ligue Europa face au FC Midtjylland (en remplaçant son coéquipier Anastasios Lagos à la 78e minute). Il marque son premier but le 30 octobre 2014 face au Panetolikos (victoire 3-0).
En juin 2015, il fait son retour en Eredivisie dans le club du PEC Zwolle. Le 12 septembre 2015, il est titularisé pour son premier match face à l'Excelsior Rotterdam (victoire 3-0). Son premier but a lieu le 3 octobre 2015, face au Willem II, à quelques secondes du coup de sifflet de l'arbitre (il marque le seul et unique but du match).

### Carrière internationale
Avec la sélection néerlandaise des moins de 17 ans, il participe à la Coupe du monde des moins de 17 ans 2009 organisée au Nigeria. Lors du mondial junior, il joue trois matchs : contre la Colombie, la Gambie, et enfin l'Iran.
Le mardi 17 mai 2016, il est officiellement convoqué par l'entraîneur du Maroc Hervé Renard pour assister au match amical qui opposera l'équipe marocaine face au Congo au Grand stade de Tanger le 27 mai 2016.

## Palmarès

### En club
Panathinaïkos
- Championnat de Grèce (1) :
  - Vice-champion : 2014-15.